# Utensilis de dibuix tècnic

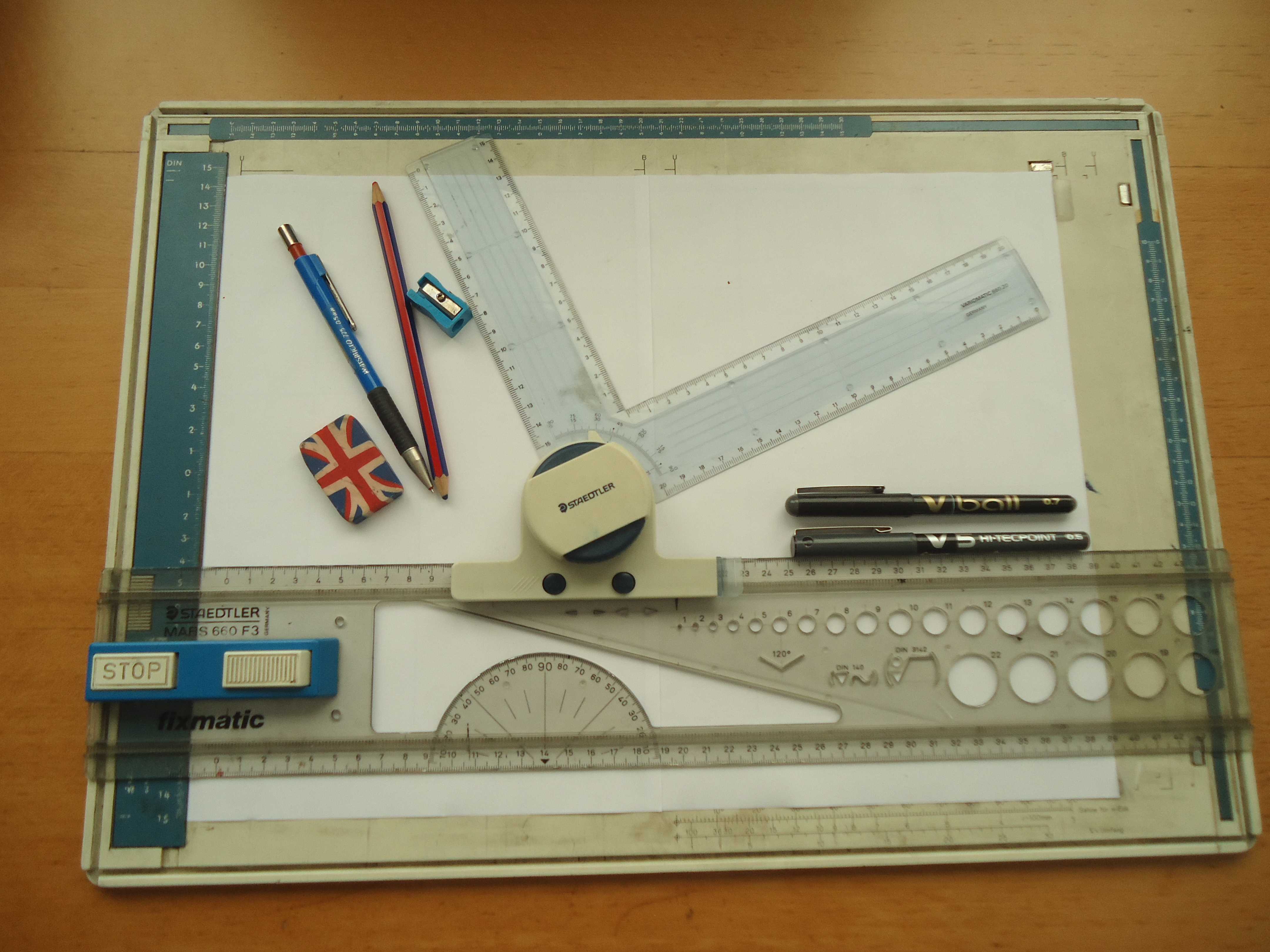
Útils de dibuix tècnic per a taula d'escriptori: tauler de dibuix grandària A-3 tipus Paralex.

Els utensilis de dibuix tècnic són un conjunt d'eines utilitzades tradicionalment (i de forma especial) en la delineació de plànols normalitzats.
Entre els instruments més habituals, es poden citar: plomes tècniques de tinta xinesa i retoladors; regles graduades i plantilles; compassos; transportadors d'angles; i també diferents elements auxiliars com a llapis, gomes d'esborrar o maquinetes. Així mateix, es poden incloure els taulers de dibuix, els tecnígrafs o el propi suporti empleat (paper o plàstic).
Aquests utensilis poden ser utilitzats punt per representar i retolar models a escala, com per al disseny de tot tipus de dibuixos, i serveixen per millorar la consistència i la velocitat de creació d'elements gràfics normalitzats.
En l'actualitat el seu ús ha estat desplaçat en gran manera a causa de la generalització dels ordinadors personals, convertits en eines principals de la delineació de plànols mitjançant programes informatitzats de disseny.

## Història

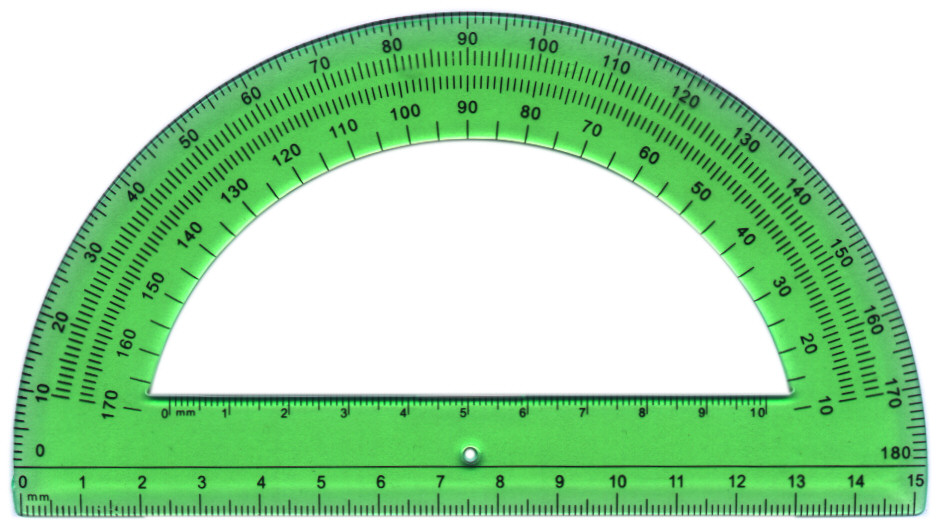
Transportador d'angles

Se sap que els antics egipcis ja utilitzaven regles amb forma de triangle rectangle (esquadres) de fusta. En l'antiga cultura dels nurags de la illa de Sardenya s'utilitzaven compassos de bronze, com el que s'exhibeix en el Museu Arqueològic Nacional. A. Sanna de la ciutat sarda de Sàsser. A la Grècia antiga s'han trobat evidències de l'ús d'estilets i de cisells de metall, de regles d'escala i de plantilles triangulars. També es va trobar en les excavacions de Pompeia una caixa d'utensilis de bronze de l'època romana, contenint plantilles triangulars, compassos i una regla per ser utilitzades amb un plomí.
Tot i que els estilets es coneixien des d'èpoques antigues, al segle xviii les plomes d'au eren encara la principal eina de dibuix. Els estilets també es fabricaven d'ivori o de fusta de banús.
Els transportadors han estat utilitzats per a la mesura d'angles i per al dibuix d'arcs de cercle amb exactitud des del segle xiii, a pesar que la matemàtica i la ciència requerien instruments de dibuix més precisos. L'angular ajustable va ser desenvolupat al segle xvii, però no va disposar d'una versió amb un cargol de subjecció fins a la dècada de 1920.
Els artistes del Renaixement (incloent a Leonardo da Vinci, Alberto Dürer, Nicholas Bion i George Adams) generalment fabricaven les seves pròpies eines de dibuix. La producció industrial d'instruments de dibuix tècnic va començar en 1853, quan l'anglès William Stanley (1829–1909) va fundar la seva companyia a Londres. Fins i tot llavors, la majoria dels utensilis de dibuix eren encara fabricats a mà.
Al segle XVII es va desenvolupar una ploma capaç de dibuixar una línia d'ample ajustable, el tiralínies, que consistia en dues peces paral·leles de metall corbades i afilades, fixades a un petit mànec cilíndric, i unides per un cargol ajustable. Per començar a dibuixar, calia posar una gota de tinta entre les dues fulles metàl·liques, que fluïa regularment mentre es recorria el paper. El seu disseny bàsic es va mantenir pràcticament inalterable durant molts anys, fins a la dècada de 1930, quan van arribar al mercat les plomes de dibuix tècnic inventades i desenvolupades a Alemanya.
| |  |  |  |
| Tiralínies automàtic de platina // Tiralínies automàtic amb mànec // Tiralínies doble per a línies paral·leles // Tiralínies "boig" |  |  |  |

Fins a ben entrat el segle xx, els tiralínies van ser l'instrument comunament utilitzat per a la delineació de plànols tècnics. Per facilitar el treball de retolació, es van dissenyar una sèrie d'enginyosos mecanismes, que permetien simplificar o sistematitzar determinades tasques difícils de realitzar amb els tiralínies normals:
- Traçadors de patrons de línies: per sistematitzar l'aspecte de les característiques línies discontínues de la retolació tècnica (punts; traços; i traços i punts), es disposava de dos tipus d'instruments, basats en mecanismes que mitjançant rodes amb patrons dentats eren capaços d'alçar i posar sobre el paper el tiralínies en una sèrie de seqüències preestablertes. Podien ser tiralínies amb mànec i el sistema mecànic adjunt a la punta de l'instrument, o bé una platina metàl·lica dotada d'un sistema de bieles i una sèrie de rodes graduades intercanviables per als diferents patrons de línies, que havia d'utilitzar-se amb regles de fusta perquè la roda accionadora del mecanisme no rellisqués.
- Tiralínies de línies paral·leles: alguns treballs de delineació exigien traçar a mà alçada parelles de línies corbes a una distància fixa (per exemple, els rails d'un ferrocarril). Amb aquest propòsit, es disposava d'uns tiralínies dobles especials, amb la distància entre les seves puntes regulable mitjançant un cargol d'ajust.
- Tiralínies boig: per a la representació de corbes tancades a mà alçada (com les corbes de nivell dels plànols cartogràfics), el tiralínies normal no és adequat, perquè només és capaç de dibuixar amb facilitat línies rectes o circumferències. Per a aquest altre tipus de corbes, s'utilitzava un tiralínies especial dotat d'una ròtula, que permetia que la punta de l'instrument girés lliurement per orientar-se en l'adreça marcada per la mà del dibuixant.

La majoria d'aquests instruments exigien una considerable habilitat per ser empleats apropiadament, i la seva utilització no era tan generalitzada com la dels tiralínies normals.
Com ja s'ha assenyalat, en la dècada de 1930 l'equipament tècnic disponible va augmentar considerablement: van aparèixer diferents aparells de dibuix (com els tecnígrafs) i les plomes tècniques (rapidograf), millorant la qualitat del traçat i permetent disposar d'amples de línia normalitzats. A més dels rapidograf, durant un temps es va utilitzar també un tipus de ploma més tradicional, denominat Grafs, en el qual es podia modificar l'ample de línia canviant el plomí. Per exemple, la ploma Grafs es va seguir utilitzant a Finlàndia com a eina bàsica de dibuix fins a la dècada de 1970.
L'equipament va canviar radicalment durant els anys 1990, quan el disseny assistit per ordinador va desbancar gairebé per complet al dibuix tècnic a mà. Els plànols ja no són "dibuixats", si no que es dissenyen mitjançant un model gràfic virtual, i no són necessàriament reproduïts en paper, sent impresos automàticament per un programa d'ordinador en cas necessari. Solament el dibuix a mà alçada és encara àmpliament utilitzat en les etapes preliminars d'alguns dissenys.

## Utensilis de dibuix

### Plomes
| Evolució dels traçadors de tinta:                  |                      |                                                             |                                                             |                                                                   |
| Un tiralínies tradicional, ja en ús al segle xvii. | Ploma tècnica Grafs. | Especejament d'una Grafs, amb plomís de diferents grossors. | Plomes tècniques de diferents grossors: 0.35, 0.5 i 0.7 mm. | Especejament d'una ploma tècnica. El capçal pot desmuntar-se més. |

Els utensilis de traçat usats tradicionalment en el dibuix tècnic són el llapis i les plomes tècniques.
Els llapis utilitzats normalment són portamines, amb grossors i tipus de mina normalitzats. Els amples de línia habituals són 0.18 mm, 0.25 mm, 0.5 mm i 0.7 mm; i la duresa varia normalment de HB a 2H. Les mines més toves donen un millor contrast, però les mines més dures proporcionen una línia més neta (és a dir, menys propensa a gargotejar-se) encara que no tan visible. El poc contrast de les marques de llapis és en general problemàtic quan cal fotocopiar l'original, però les noves tècniques de còpia d'escombratge han millorat notablement el resultat final. El paper o les superfícies plàstiques requereixen els seus propis tipus de mina especials.
En molts casos, els plànols finals són dibuixats amb tinta sobre suportis plàstics o sobre paper translúcid, utilitzant-se en general jocs de plomes tècniques amb traços de diferents grossors normalitzats. Aquestes plomes tenen un dipòsit de tinta que alimenta un punter, format per un cilindre metàl·lic buit, dins del com pot lliscar un filament de metall prim unit a un èmbol de plom. La tinta és absorbida per capil·laritat entre el filament i la paret interior del tub, impedint que s'alliberi una quantitat excessiva de tinta. Quan s'agita lleugerament la ploma a dalt i a baix, el pes de l'èmbol allibera l'extrem interior del tub, reactivant l'alimentació de la tinta. Originalment, els dipòsits s'emplenaven amb tinta que se subministrava en ampolles o petits envasos; si ben els models més recents utilitzen cartutxos d'un sol ús.
Cada ploma està equipada amb un punter d'un ample determinat. Aquests amples de línia estan normalitzats: els jocs de plomes generalment utilitzats en Finlàndia inclouen els grossors 0.13 mm, 0.18 mm, 0.25 mm, 0.35 mm, 0.50 mm i 0.70 mm; encara que també és habitual trobar grossors graduats en desenes de mil·límetre (0.10 mm, 0.20 mm, 0.30 mm... 0.80 mm, i fins i tot fins a 1,00 mm). Els punters per dibuixar sobre paper i sobre plàstic són diferents, perquè el plàstic requereix un tipus de punter més dur. Per funcionar correctament requereixen un manteniment regular, especialment les plomes dels grossors més fins, els filaments metàl·lics dels quals són tan extraordinàriament prims que es poden trencar amb relativa facilitat si la tinta arriba a assecar-se a l'interior del punter.

### Tauler de dibuix

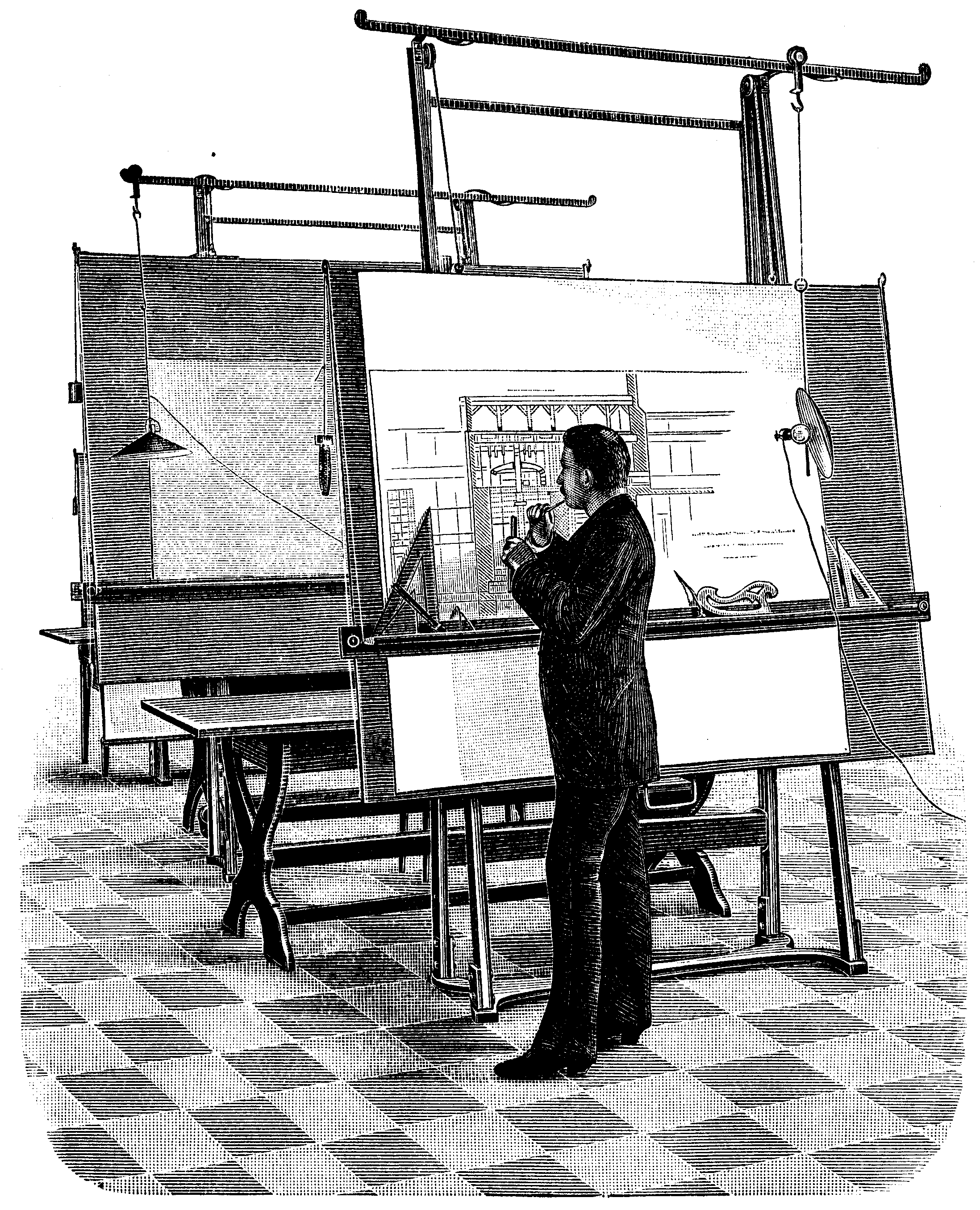
Un tauler de dibuix amb una regla lliscant per dibuixar paral·leles horitzontals (també denominat "paralex"). Gravat publicat en la revista tècnica noruega Teknisk Ukeblad en 1893. En l'article descrivia un nou tipus d'aparell de dibuix vertical. El tauler estava equipat amb un mecanisme elevador, millorant la seva ergonomia quan calia fer dibuixos grans.

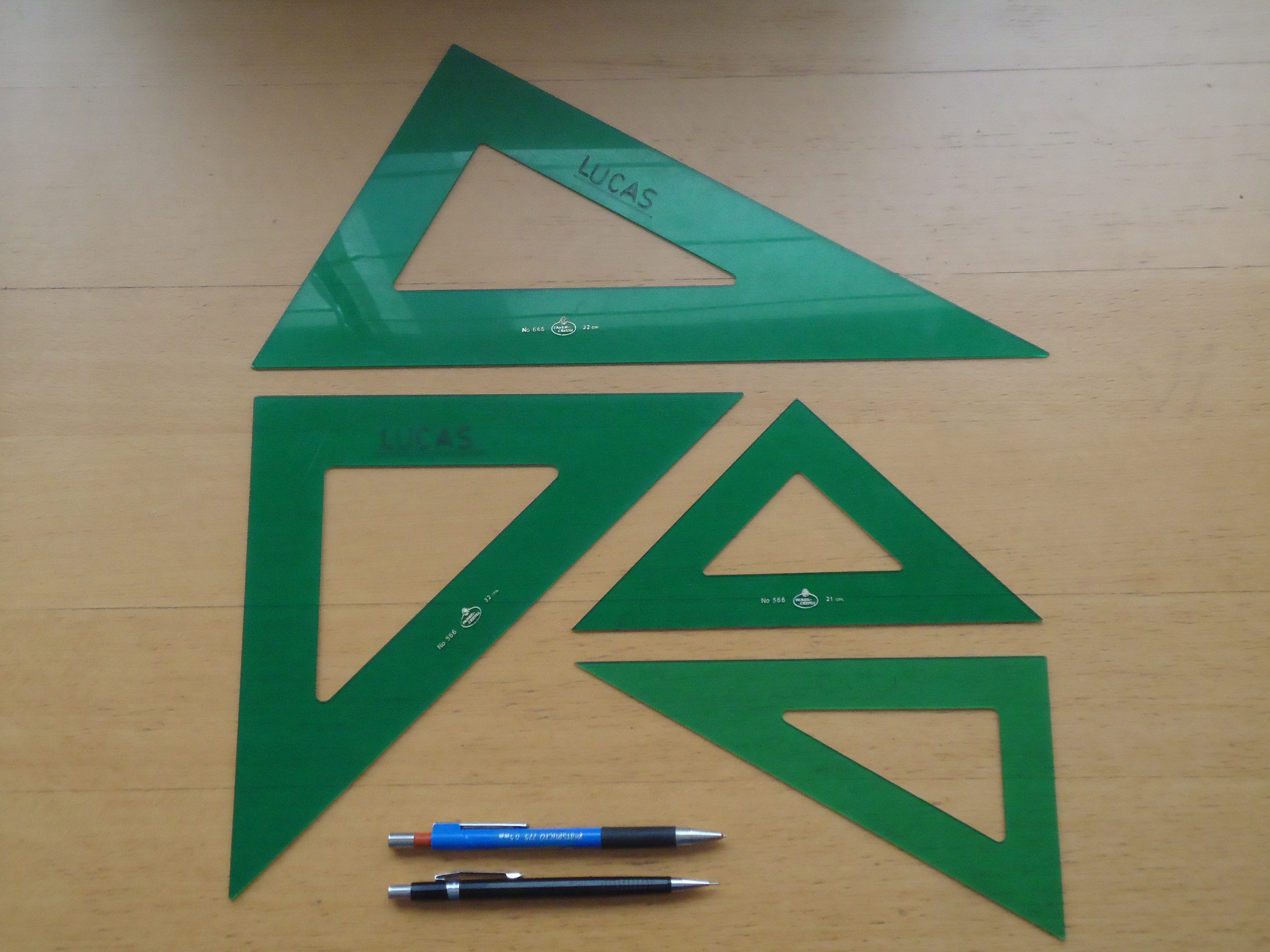
Regles triangulars clàssiques: esquadra i cartabó. Quan dues regles són del mateix joc, la longitud de la hipotenusa de l'esquadra, coincideix amb la longitud del catet major del cartabó.

El tauler de dibuix és una eina essencial, ja que és necessari subjectar i mantenir alineat el paper sobre una superfície completament plana de manera que es pugui realitzar el dibuix amb l'exactitud requerida. Generalment, per dibuixar i prendre mesures s'utilitzen diferents tipus de regles auxiliars, muntades amb bastidors lliscants o articulats sobre el tauler de dibuix, que normalment va al seu torn instal·lat sobre un pedestal orientable i regulable en altura.
Als segles XVIII i XIX, el paper s'humitejava i s'enganxaven les seves vores al tauler. Després d'assecar-se, el paper quedava perfectament pla i llis, retallant-se el dibuix una vegada completat. El paper també s'assegurava al tauler de dibuix mitjançant agulles o xinxetes, o fins i tot amb ploms o pinces. En èpoques més recents s'utilitzava cinta autoadhesiva per subjectar el paper, incloent l'ús de dispensadores de punts adhesius. Alguns taulers de dibuix estan imantats, subjectant-se llavors el paper gràcies a l'atracció sobre una sèrie de bandes d'acer. Un altre sistema habitual en taulers amb poca inclinació era disposar unes peses de plom folrades de cuir en les quatre cantonades del paper.
Les taules utilitzades per superposar dissenys o en animació poden incloure agulles o barres de subjecció per assegurar la perfecta alineació de les múltiples capes del dibuix.
Per facilitar la perfecta visibilitat de la zona de treball, les taules de dibuix estaven dotades d'un llum tipus "flexo", muntat sobre la vora superior del tauler amb un braç articulat, de manera que no enlluernés al delineant i evités el problema de les ombres llançades per les mans sobre el dibuix.

### Regle en T

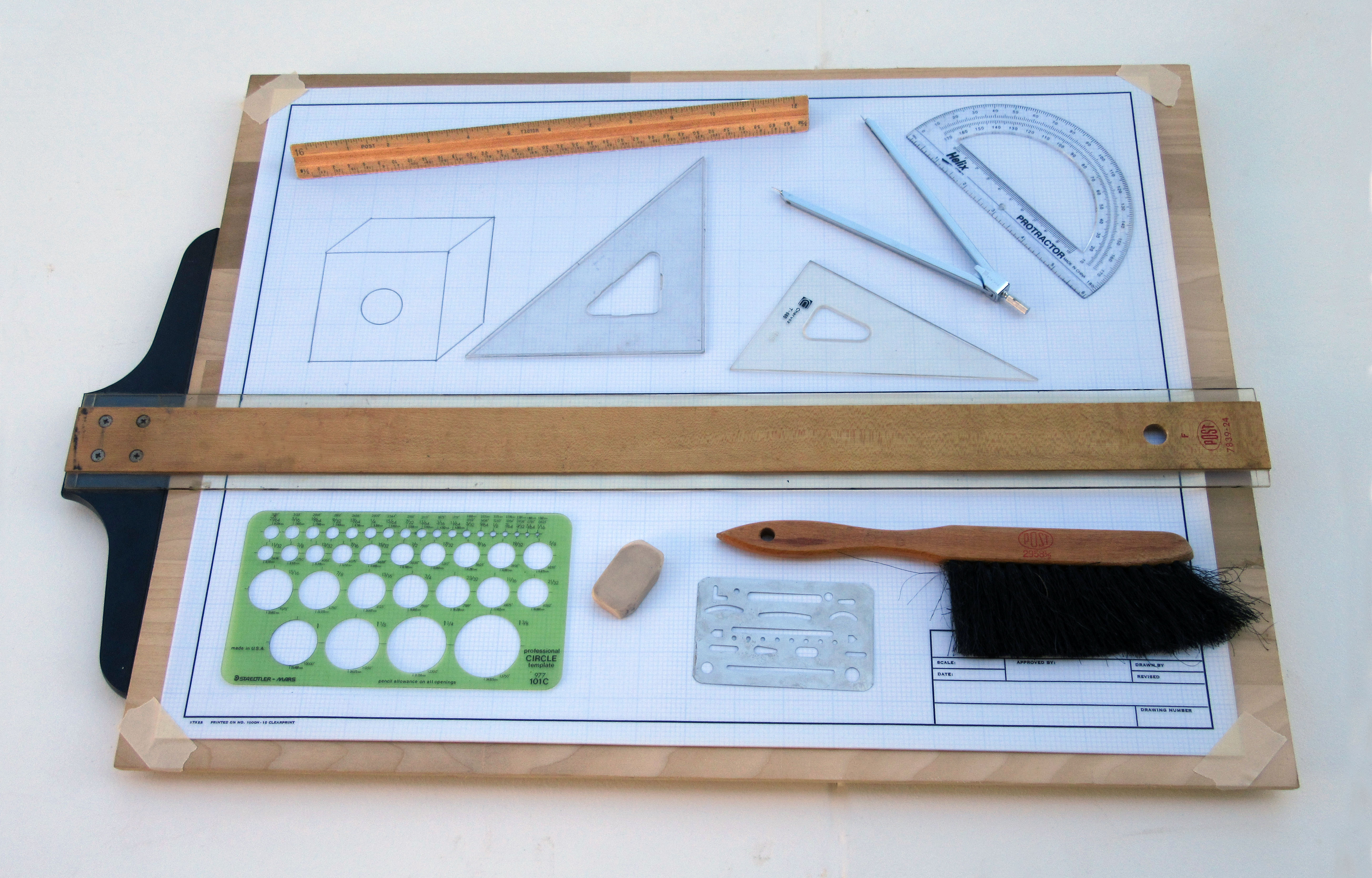
Tauler de fusta amb regla en T

Els regles en T empren una vora del tauler de dibuix com a suport, facilitant el dibuix de línies horitzontals i permetent alinear altres instruments de dibuix. Plantilles triangulars de fusta, metall o de plàstic amb angles de 30° i 60° o amb dos angles de 45° faciliten el dibuix de línies amb aquestes inclinacions habituals, que també es poden traçar amb un transportador ajustable entre 0° i 90°.
Un dispositiu alternatiu és la regla paral·lela, que queda permanentment subjecta al tauler de dibuix mitjançant un conjunt de cables i corrioles que fan possible desplaçar-la paral·lelament sobre tota la superfície de treball. El tecnígraf va acabar reemplaçant a les regles paral·leles en la delineació professional.

### Tecnígraf

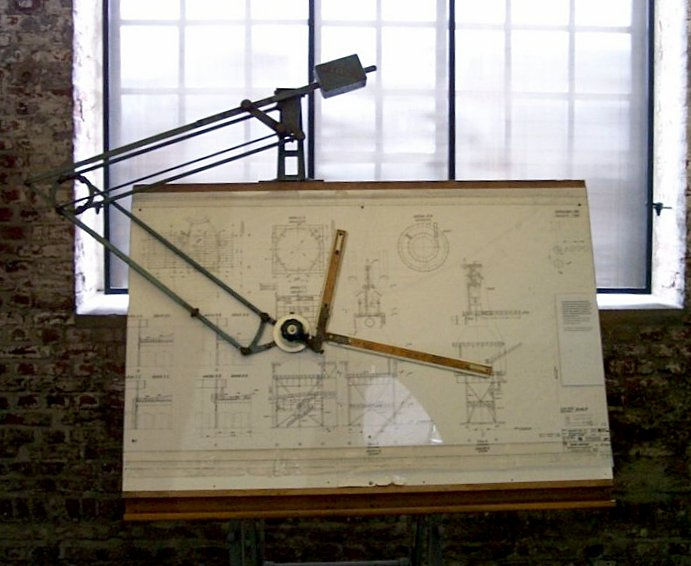
Tecnígraf muntat per a un destre, amb el contrapès que equilibra l'aparell en la seva part superior.

Un tecnígraf és un dispositiu que es munta sobre el tauler de dibuix. Posseeix un mecanisme amb un sistema de molls i amortidors ideat per poder ajustar-ho amb precisió i suavitat en qualsevol posició i angle sobre el dibuix.
Hi ha dos tipus principals d'aparells: amb el braç basculant sobre un paral·lelogram articulat; o lliscant i pivotant sobre un rail vertical. L'exactitud del moviment del braç articulat és millor al centre del tauler, decreixent cap a les vores, mentre que el braç lliscant té una exactitud constant sobretot el tauler. Tots dos tipus d'aparells tenen un capçal rotatori orientable, on s'articulen unes regles la inclinació de les quals es pot ajustar sobre l'escala d'un transportador.
El tecnígraf facilita la tasca de dibuixar línies paral·leles sobre el paper, així com ajustar amb precisió els angles desitjats entre les dues regles articulades en el capçal, que també pot ser utilitzat com a suport per a regles especials i per a plantilles de retolació de lletres. Les regles del capçal es poden reemplaçar, com en el cas de necessitar-se utilitzar diferents escales gràfiques.
Alguns taulers muntaven una regla de desplaçament paral·lel i un pantògraf, dispositiu utilitzat per copiar dibuixos en una proporció d'escala ajustable.

### Regles graduats

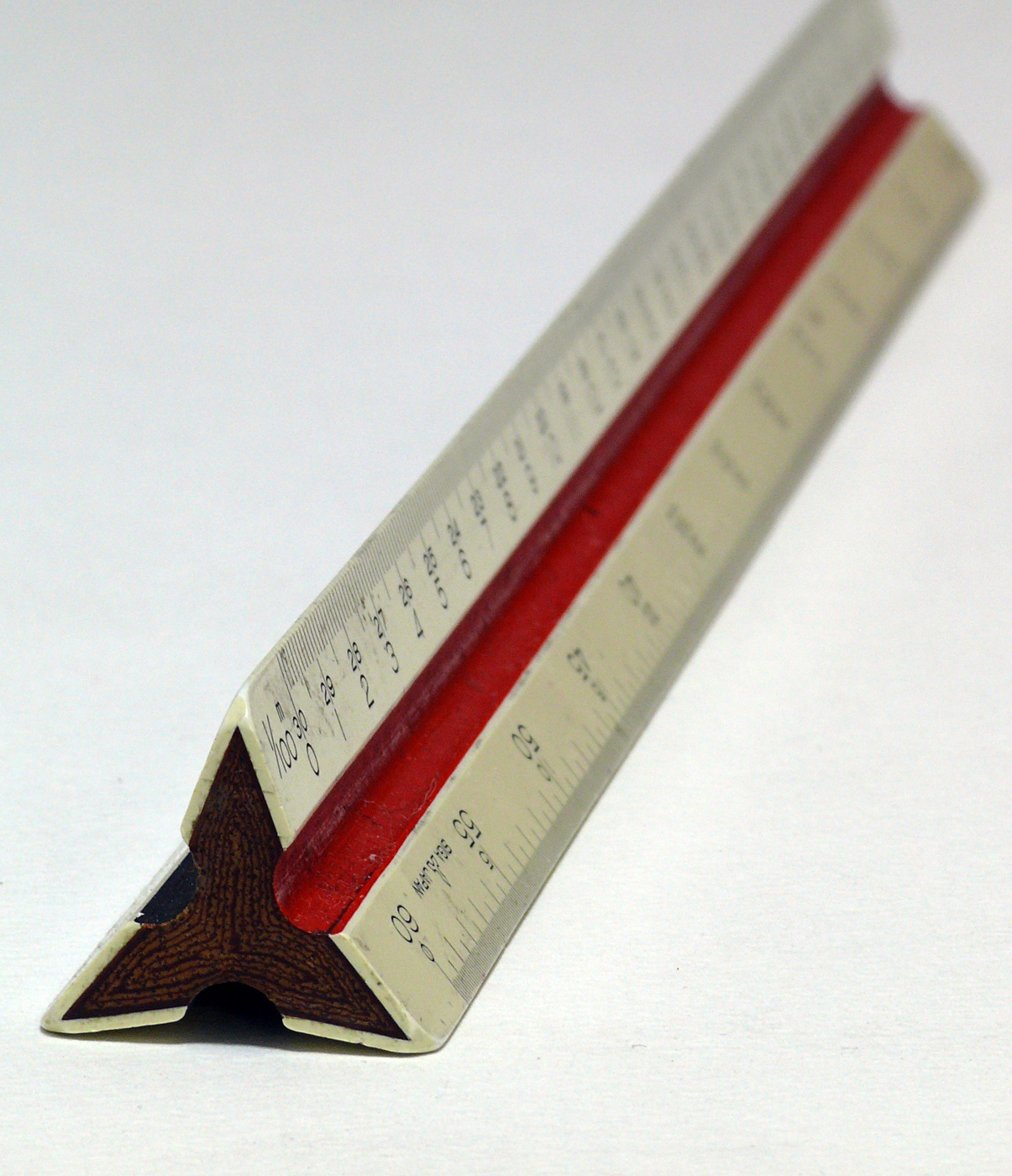
Un escalímetre

Els regles graduats utilitzats en dibuix tècnic normalment estan fabricats en poliestirè, sent de dos tipus segons el disseny de la seva vora. Les de vora recta poden utilitzar-se amb llapis o bolígrafs de tinta densa, mentre que quan s'utilitzen plomes tècniques la vora ha de ser escalonat per impedir que la tinta es dispersi per capil·laritat entre el paper i la regla (produint el que en l'argot dels delineants es coneixia com una "barba", o de forma més comuna, un "esborrall").
Un escalímetre és un regle prismàtic triangular, que inclou sis escales graduades simultàniament (dues en cada aresta). Una combinació típica per mesurar detalls dels plànols de construcció és 1:20, 1:50, 1:100, 1:25, 1:75 i 1:125. També existeixen regles particulars de diferents països, com les graduades en polzades. Actualment es fabriquen amb diferents plàstics, encara que antigament es feien de fustes dures. Així mateix, existeixen versions de butxaca, amb les escales impreses en làmines allargades de plàstic flexibles, que es poden desplegar al voltant de l'eix sobre el que van muntades.

### Compàs

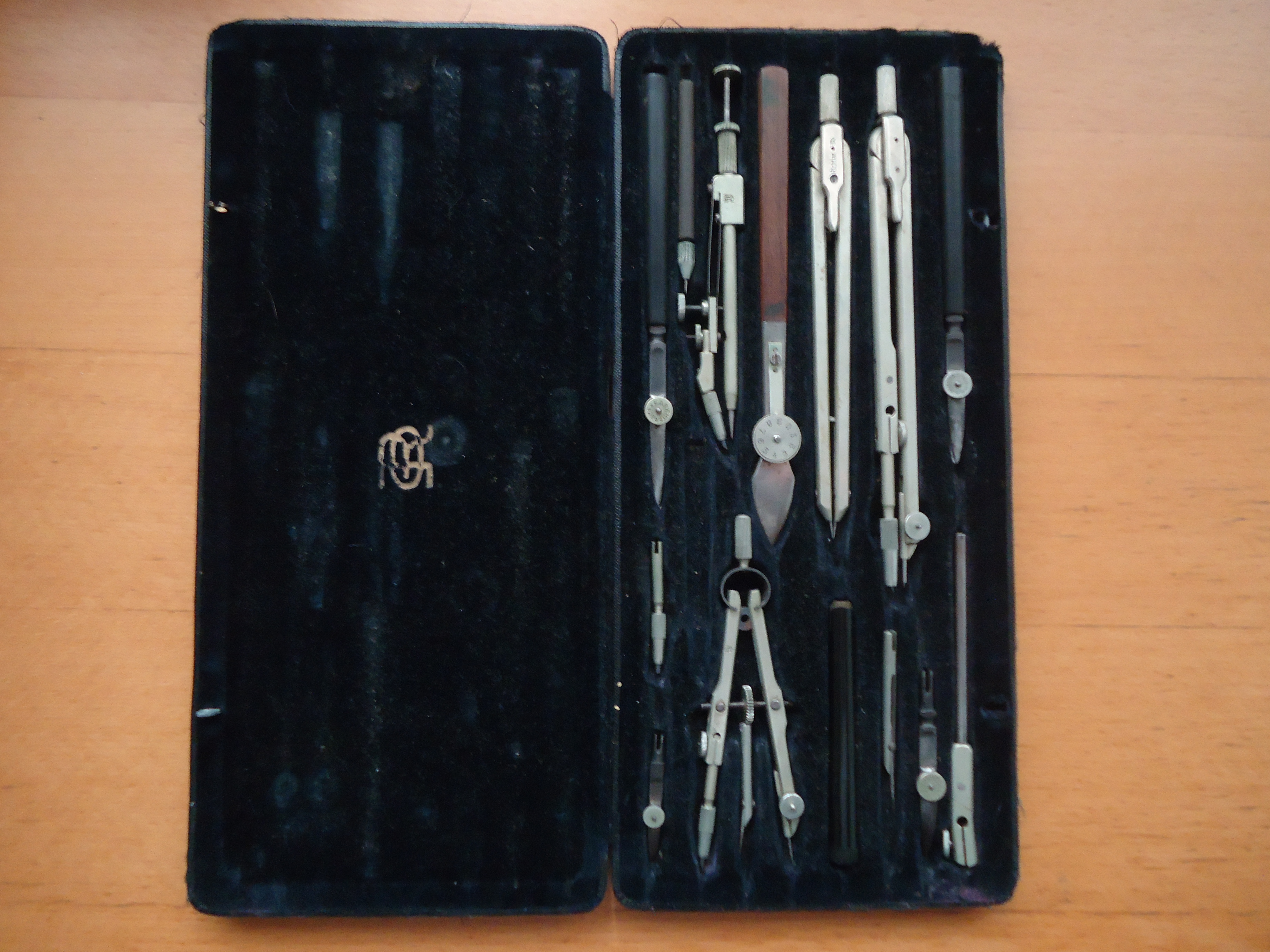
Caixa de compassos (I.O. Richter)

Els compassos són utilitzats per dibuixar circumferències o arcs circulars. El tipus més habitual té dues "potes" rectes (també denominades "braços") unides per una articulació; una de les potes acaba en una punta aguda, i l'altra subjecta una ploma tècnica, un llapis o qualsevol altre element capaç de marcar el paper.

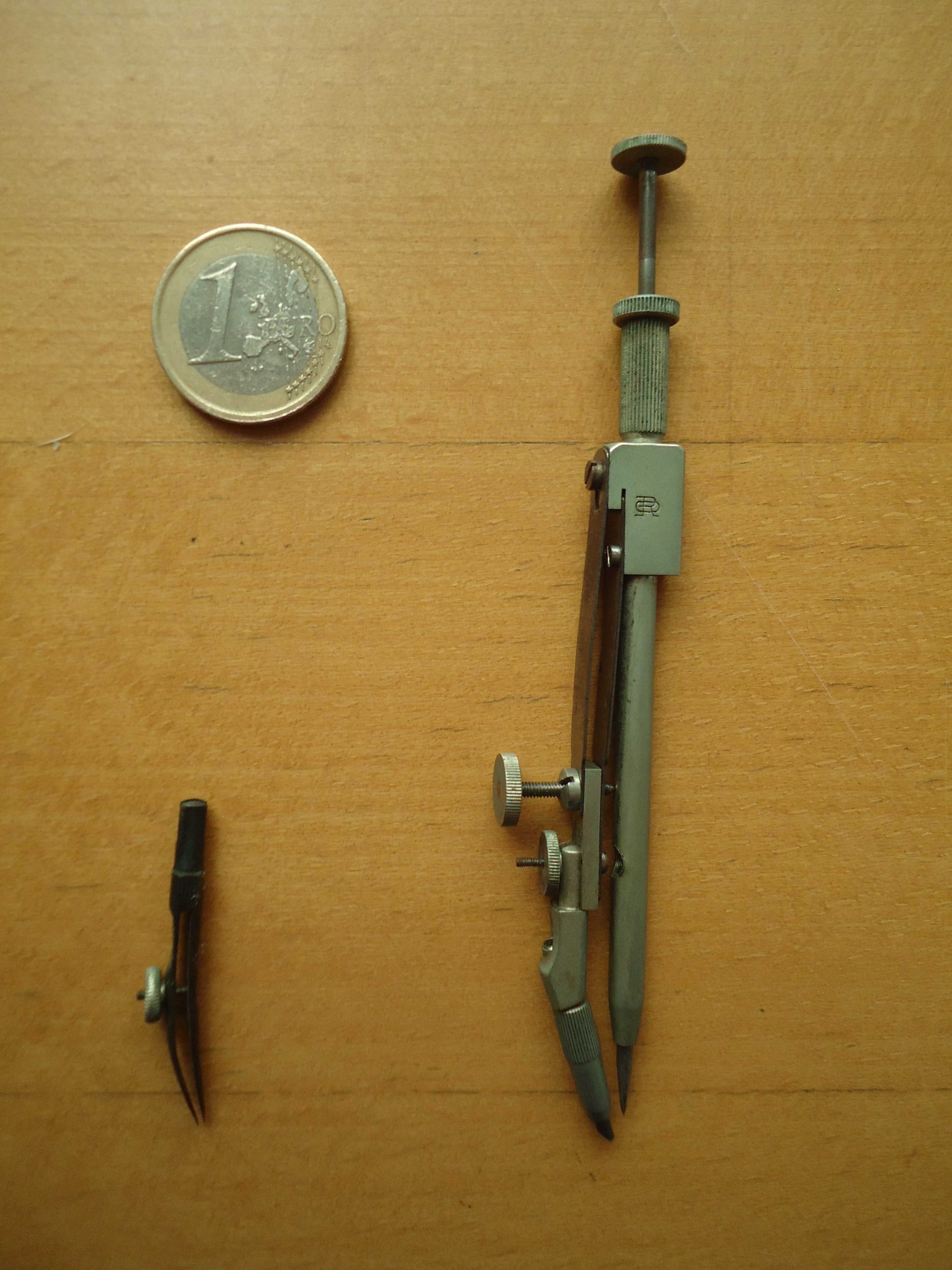
Bigotera boja amb el seu tiralínies (I.O. Richter)

Habitualment solien comercialitzar-se com a jocs de compassos, en estoigs de fusta o plàstic, que solien contenir des d'un només compàs normal (amb el seu tiralínies), fins a conjunts de nombroses peces de diferents tipus (compàs, compàs de puntes, bigotera i bigotera boja). Amb l'aparició de les plomes tècniques, més pesades que un tiralínies, els compassos van passar a ser més rígids i de major grandària, sent habituals les bigoteres dotades d'un dispositiu especial per subjectar les plomes. Entre els fabricants més coneguts de compassos es trobaven la companyia suïssa Kern & Co, i les alemanyes I. O. Richter, Faber Castell i Staedtler.
Compàs de puntes
Quan disposa de dues agulles, es parla d'un "compàs de puntes" o de "punta seca", utilitzat per traslladar mesures entre diferents parts d'un dibuix.
Bigotera
Un altre tipus, denominat "bigotera", és un compàs regulable (la seva silueta és similar a una lletra "A") l'obertura de la qual es pot ajustar fent girar un cargol que travessa les seves dues potes. D'altra banda, quan es necessita dibuixar arcs de radi molt gran, es disposa d'allargadors que es poden acoblar a l'instrument per incrementar el seu radi de treball. Sovint també s'utilitzen plantilles de cercles (especialment per a diàmetres d'entre 1 mm i 25 mm), més còmodes i ràpides d'usar que el compàs per a aquestes grandàries petites.
Bigotera boja
Abans de la invenció de les plomes tècniques, no era possible utilitzar plantilles de detalls petits com a lletres o cercles. Per dibuixar amb tiralínies cercles molt petits (de menys de 5 mm de diàmetre) s'utilitzava la "bigotera boja", un compàs especial en el qual la pota amb l'útil de dibuix pot pivotar lliurement sobre la pota amb la qual es marca el centre del cercle. Era un instrument difícil d'utilitzar, doncs requeria aplicar un cop amb la força justa a la pota lliure perquè donés almenys una volta completa sense que es vessés la tinta del tiralínies per efecte del gir.

### Plantilles Burmester

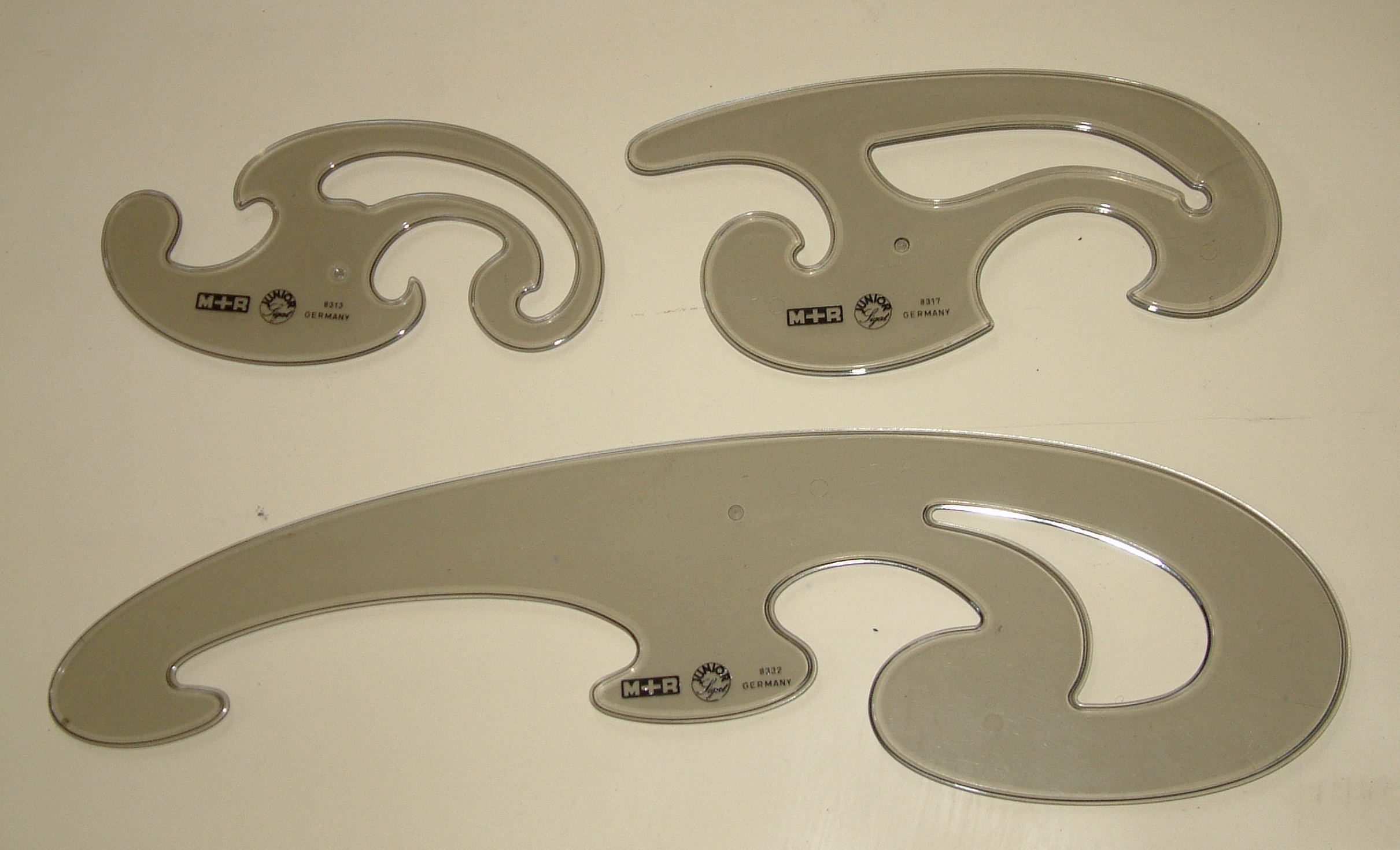
Joc de Plantilles Burmester

Les plantilles Burmester estan fetes de fusta, plàstic o cel·luloide. Algunes d'aquestes regles també inclouen perfils retallats en el seu interior. S'utilitzen per dibuixar corbes que no poden traçar-se amb un compàs. Per a això, es dibuixa la corba a mà alçada amb llapis a través dels punts coneguts; buscant-se el tram més llarg possible d'alguna de les plantilles que coincideixi exactament amb la corba traçada a mà. Finalment, recolzant-se en un o en diversos segments corbs de les plantilles, s'aconsegueix retolar la corba contínua buscada.

### Flexicorba

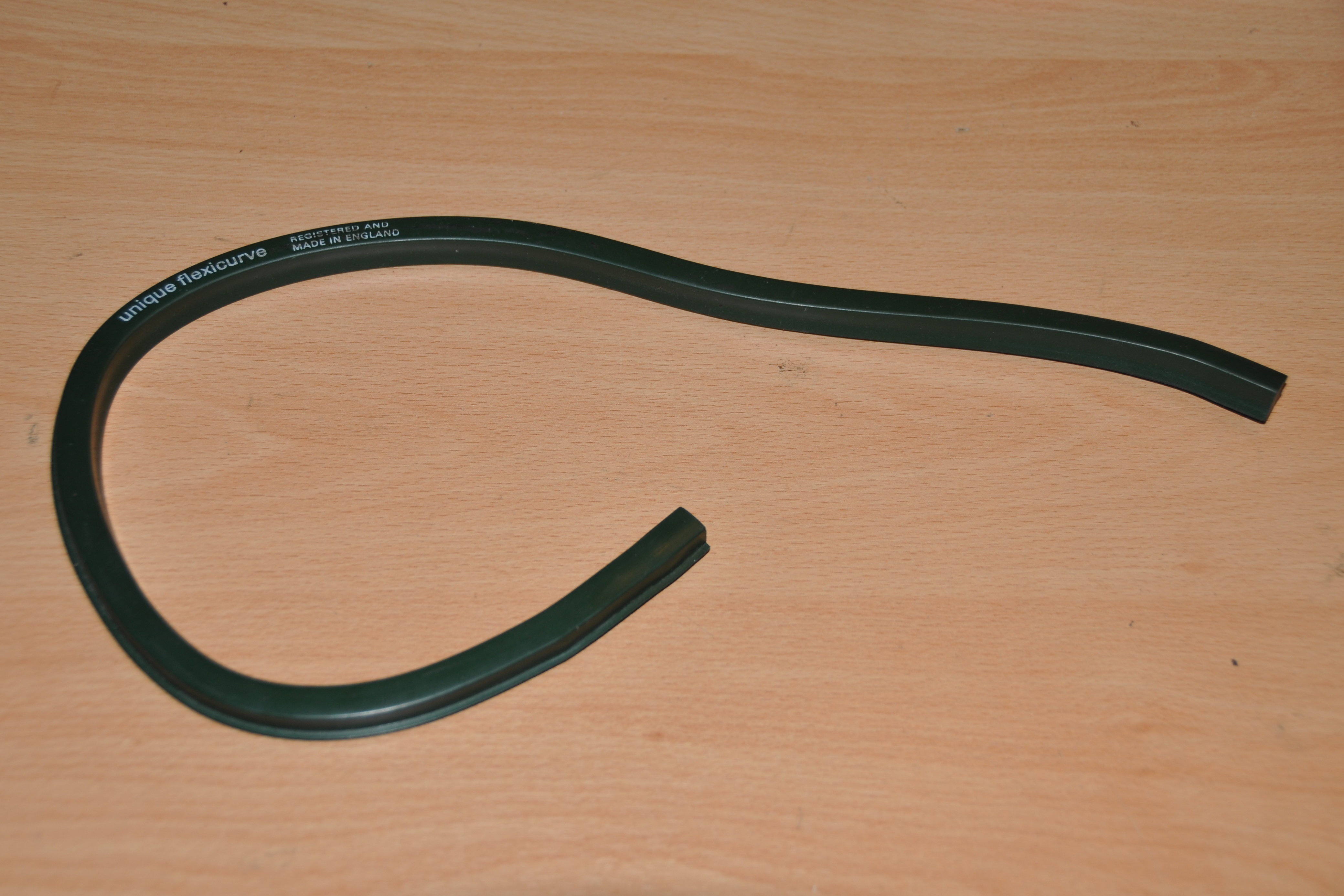
Flexicorba

Un altre mètode que permet dibuixar corbes suaus són les flexicorbes (corbes flexibles, formades per una vareta de plom recoberta de goma, fàcilment emmotllable), amb les quals és més senzill seguir la corba desitjada, encara que si l'instrument no està en perfectes condicions, pot conservar deformacions romanents, que distorsionin la suavitat del perfil buscat. Si s'utilitza una vareta elàstica (però no plàstica, és a dir, que no conservi les deformacions) llavors deu col·locar-se en posició utilitzant petites peses.

### Plantilles (sistema de patrons perforats)
Aquest tipus de plantilles contenen una sèrie d'orificis predimensionats a una determinada escala, facilitant el dibuix de lletres, símbols, signes, siluetes i altres elements gràfics. Els seus principals avantatges són el seu preu (els models habituals modelats en plàstic resulten bastant econòmics) i la seva senzillesa d'ús (qualsevol dibuixant amb un mínim d'habilitat pot dominar aquesta tècnica en molt poc temps).

Les plantilles de lletres s¡empren per retolar textos, incloent dígits i caràcters ortogràfics. Normalment s'utilitzen tipografies (per exemple, DIN o ANSI) i altures de lletra normalitzades, i cadascuna és adequada per a un grossor de ploma tècnica determinat (habitualment, 1.8 mm, 2.5 mm, 3.5 mm, 5.0 mm i 7.0 mm). Les grandàries de lletra més grans també poden servir per retolar amb altres utensilis de dibuix, com a retoladors o bolígrafs.

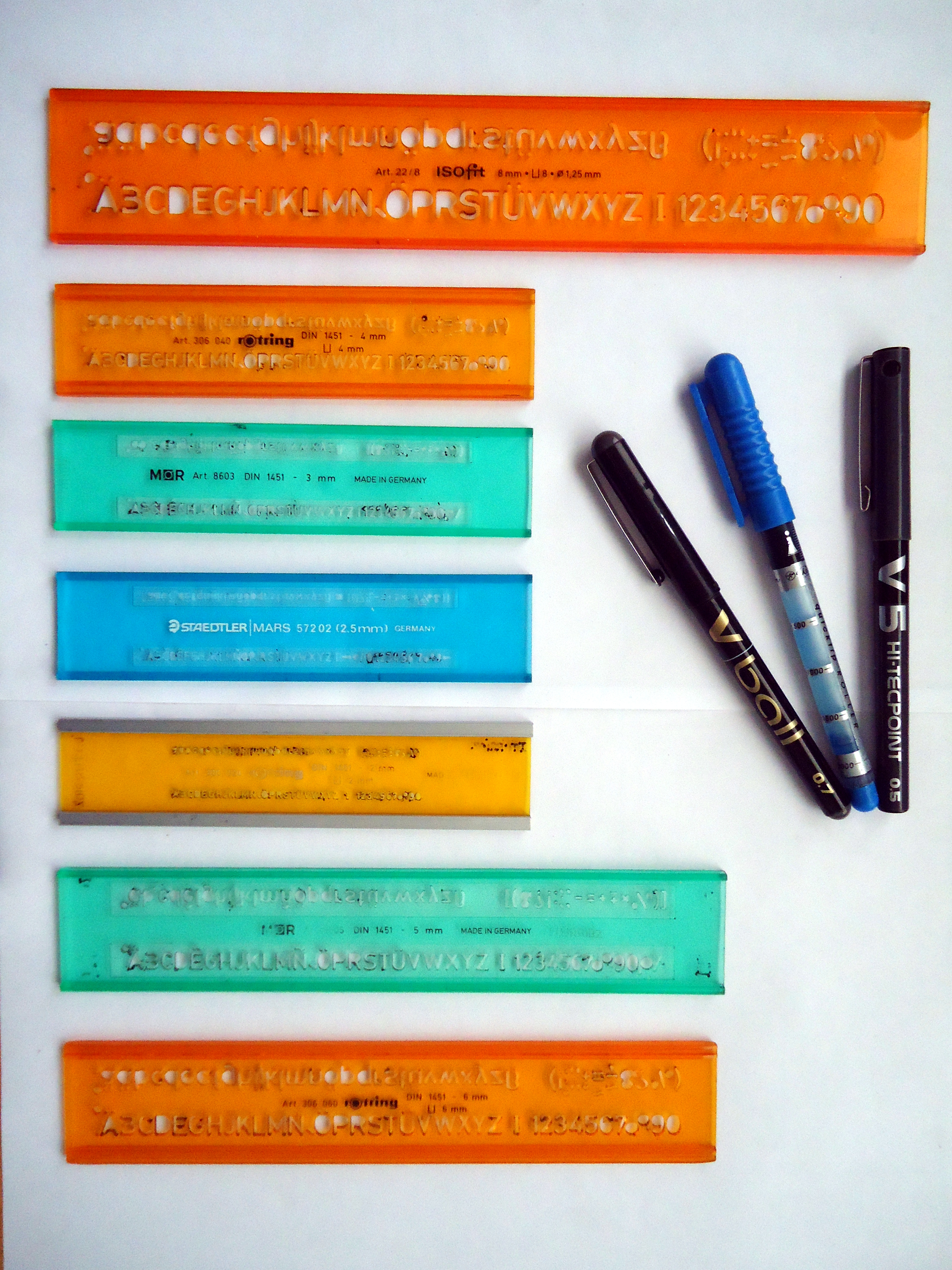
Diverses plantilles de lletres perforades.
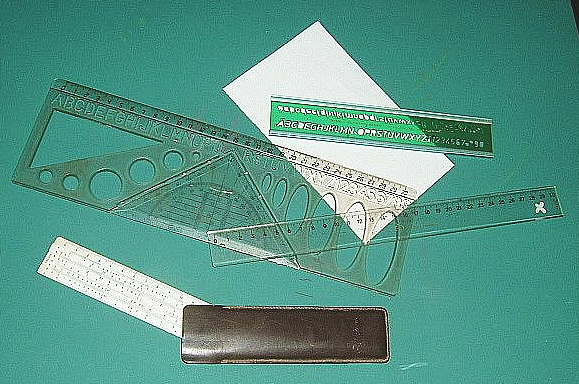
Plantilles, regle i escalímetre de butxaca amb la seva funda.
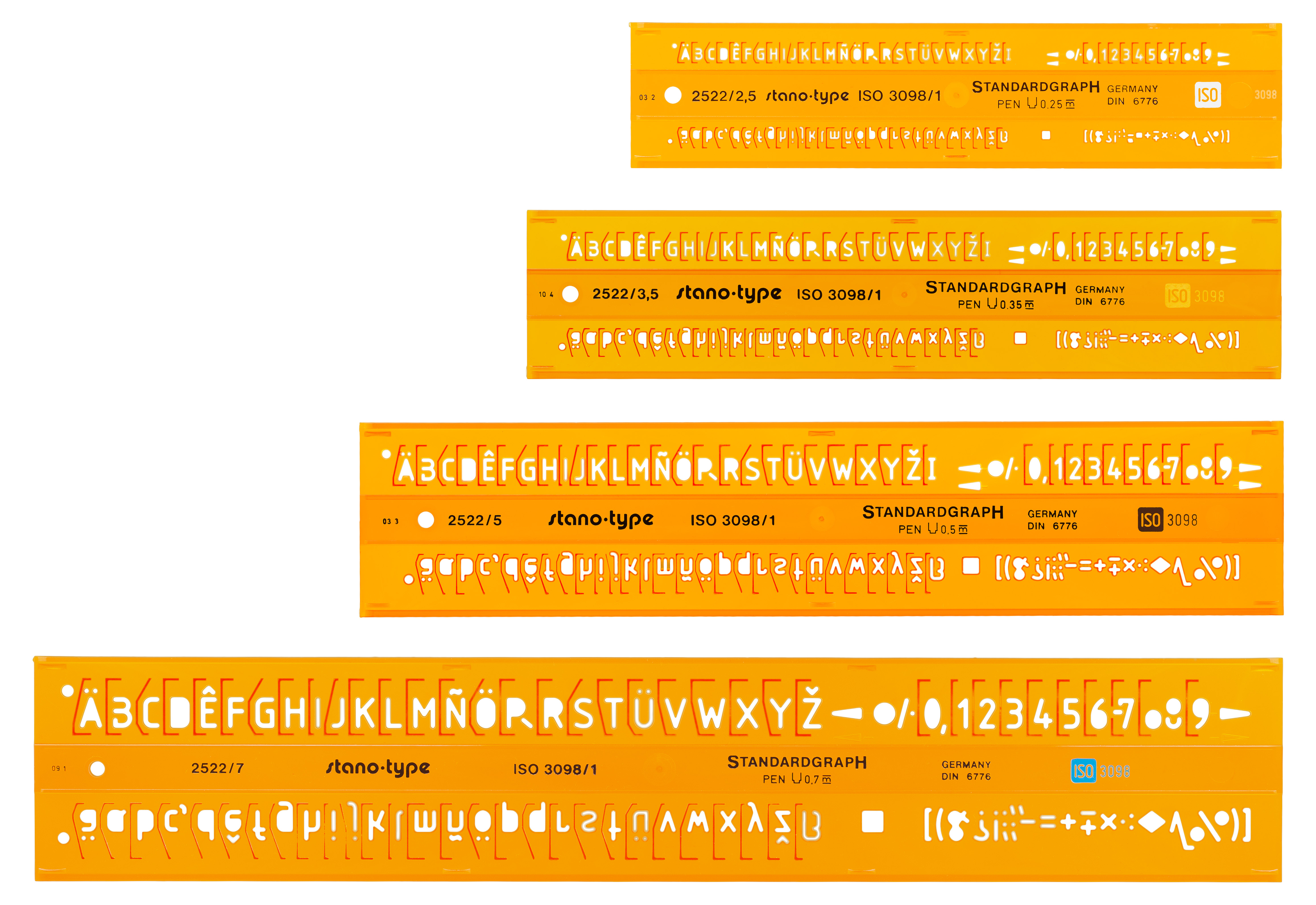
Joc de plantilles. Les altures del text van associades al gruix del rapidògraf.
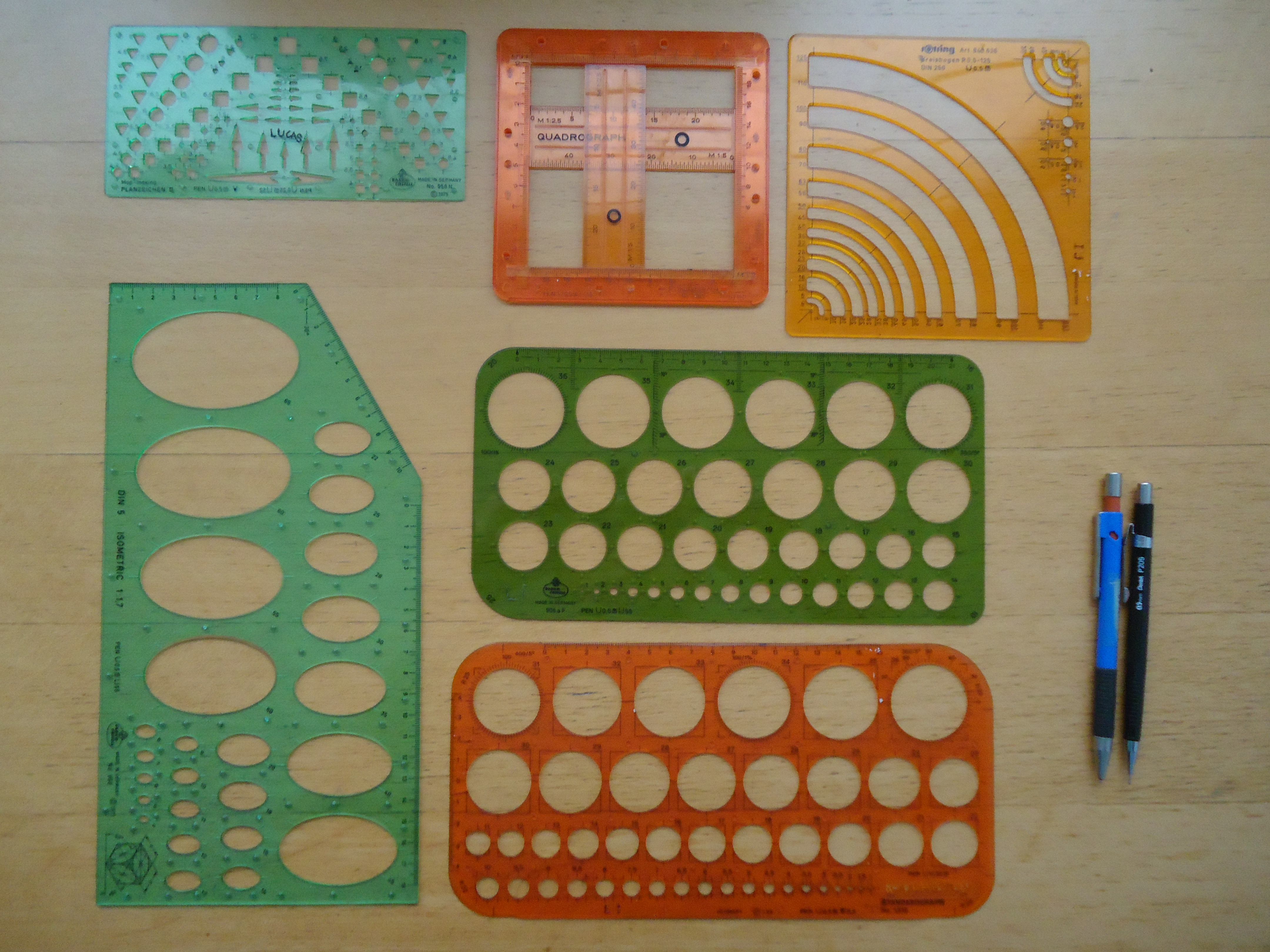
Diferents tipus de plantilles: cercles, el·lipses isomètriques, fletxes, i un dispositiu articulat per retolar rectangles a mesura.

Per dibuixar arcs i cercles, s'usen plantilles amb conjunts d'orificis circulars de diferents grandàries. També existeixen plantilles amb altres formes geomètriques, com a quadrats o el·lipses (les pròpies de la perspectiva isomètrica són habituals), així com molts altres tipus per a diversos propòsits especialitzats, com a arquitectura (incloent portes amb els seus arcs d'obertura, equipament i mobiliari) o enginyeria (amb senyals de tràfic, o la simbologia dels circuits electrònics).

### Plantilles (sistema de patrons gravats)

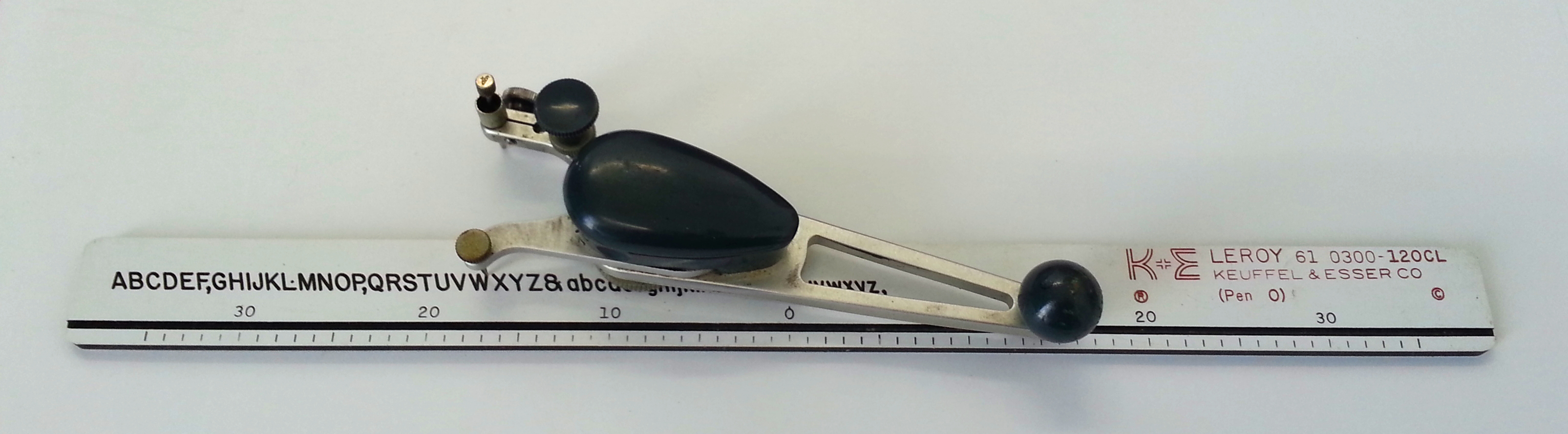
Sistema Leroy: pantògraf i una regleta amb els caràcters en baix relleu.

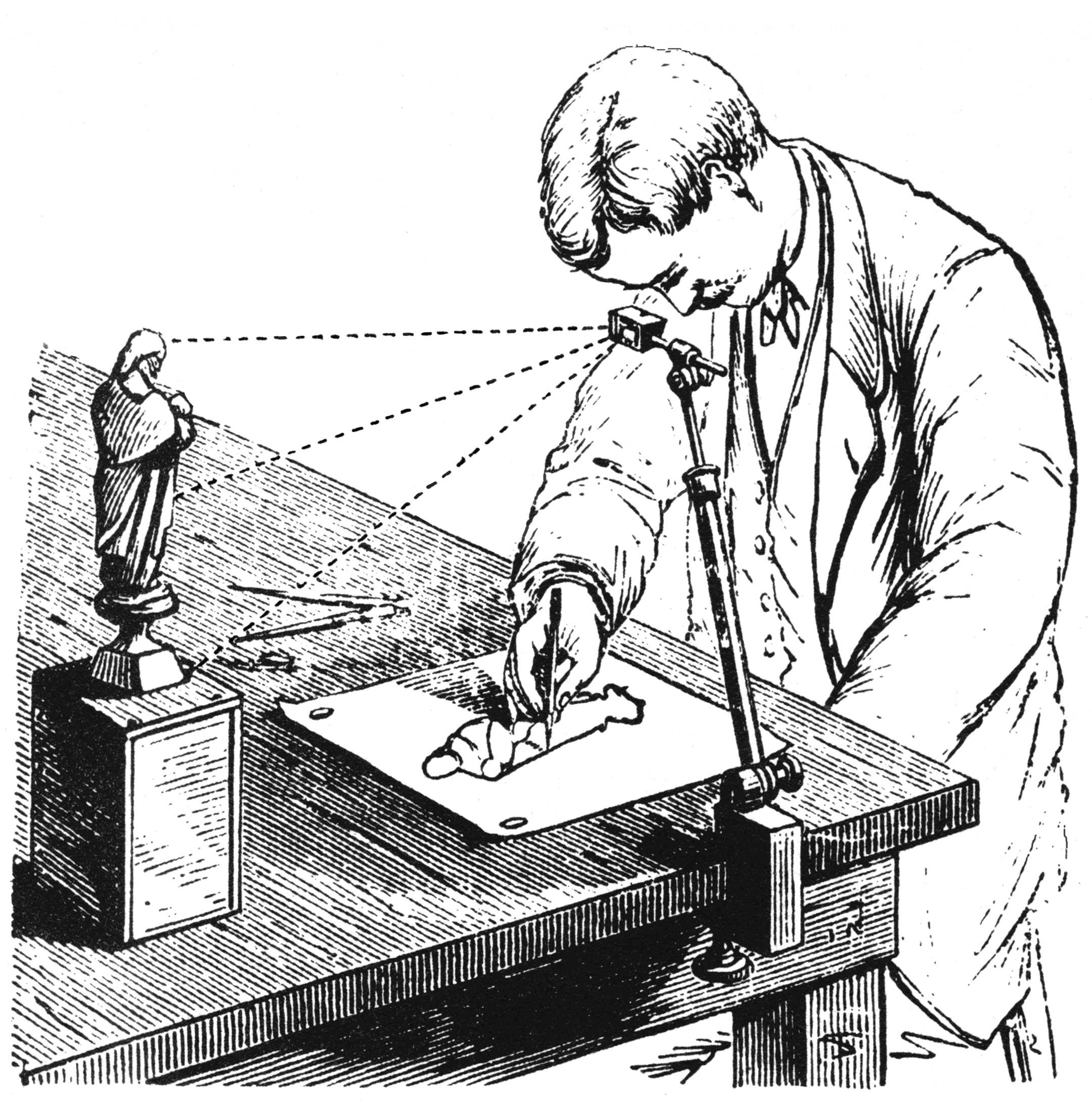
Càmera lúcida en ús.

A mitjan dècada de 1930, l'empresa nord-americana Keuffel and Esser (fundada en la segona meitat del segle xix per dos immigrants alemanys), va idear un nou sistema de retolació denominat comercialment "Leroy". El procediment estava basat en un petit mecanisme pantogràfic (col·loquialment cridat en espanyol el "cranc"), amb el qual es reproduïen sobre el paper les lletres gravades en baix relleu en una regleta (en comptes de perforades, com en l'altre tipus de plantilles) en recórrer-les amb el punter del pantògraf.
Aquest sistema, que es va fer molt habitual entre els delineants professionals, produïa un text de gran qualitat gràfica, i tenia l'avantatge que les plantilles podien utilitzar-se amb plomes de diferents grossors (al contrari del que succeeix amb les plantilles encunyades, una mateixa altura de lletra es podia usar indistintament amb una ploma fina, que produïa text normal; o amb una ploma gruixuda, que produïa text en negreta), la qual cosa va permetre enriquir la tipografia dels plànols. Els seus principals inconvenients eren el preu de l'equip i un període d'aprenentatge una mica més llarg, encara que aquests desavantatges quedaven finalment compensades per la millor qualitat del text i per l'elevada productivitat del procediment una vegada que es dominava la tècnica necessària per al seu ús.
Hi havia un ampli catàleg de regletes amb diferents tipografies, que normalment es guardaven juntament amb el pantògraf en un estoig de fusta.

### Màquines de perspectiva
Són instruments dissenyats per facilitar la representació sobre el plànol de dibuix d'objectes tridimensionals. Mitjançant un sistema òptic de superposició de la imatge real i de la imatge del tauler de dibuix, permeten dibuixar a mà alçada perspectives d'objectes tridimensionals.

## Materials de dibuix

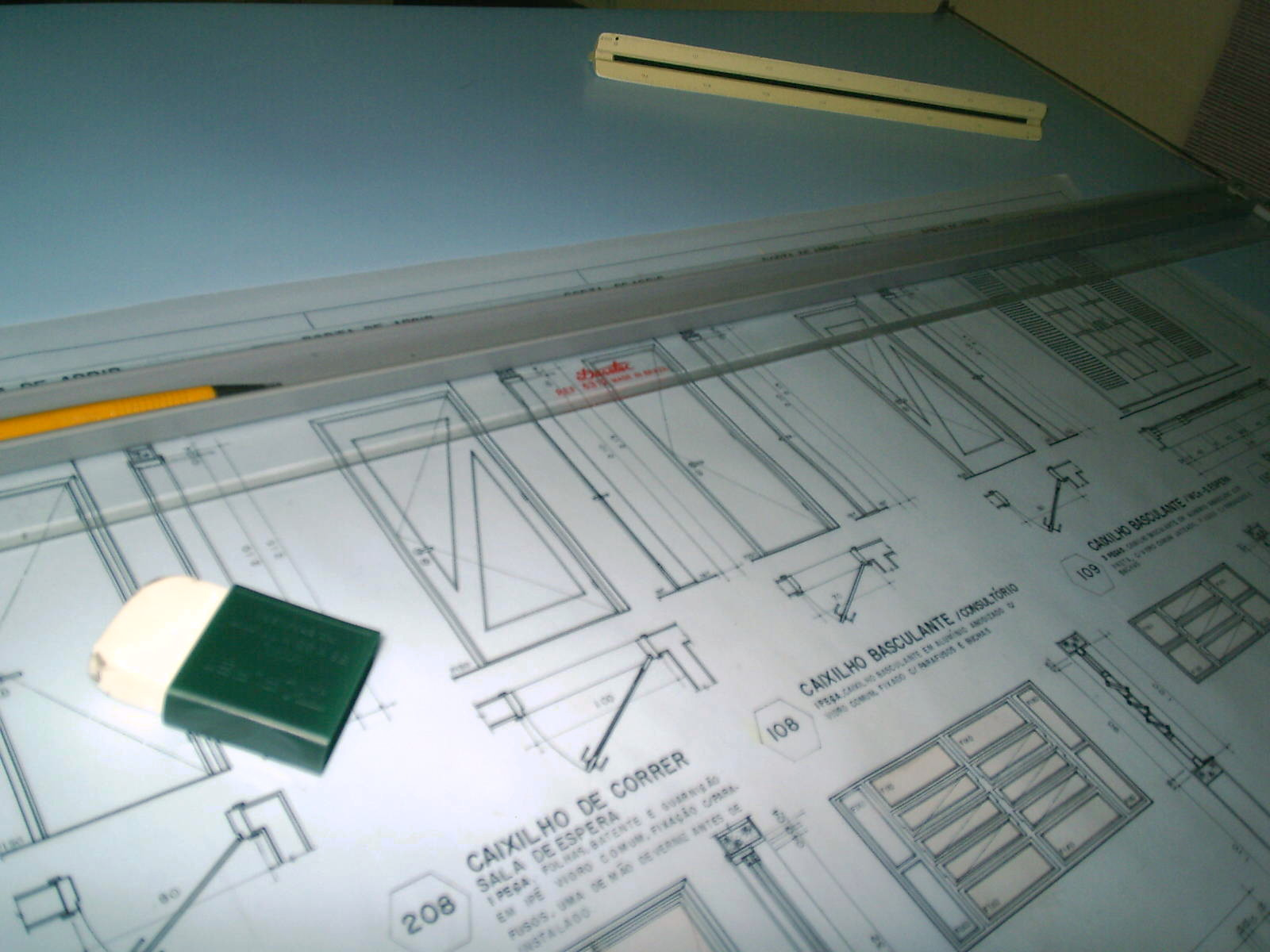
Vista d'una un tauler de dibuix tècnic: la manera tradicional de produir plànols arquitectònics i d'enginyeria. En la part superior del tauler apareix la regla paral·lela.

A partir de l'any 1922, es van començar a estandarditzar les dimensions dels papers de dibuix tècnic, amb la progressiva implantació internacional de la norma ISO 216. Un format molt utilitzat en enginyeria era l'A1 (594 mm × 841 mm), amb una grandària prou gran com per incloure nombroses anotacions llegibles (amb textos de fins a 1.5 mm d'altura mínima), però alhora raonablement manejable. Mentre solament va ser possible realitzar còpies per contacte dels originals (és a dir, de la mateixa grandària), aquesta característica va ser primordial. Un altre avantatge apreciable és que aquests plànols es poden doblegar amb facilitat per adquirir el format A4, enquadernant-se els plànols una vegada plegats en suports amb una solapa o en borses. Quan ja va ser possible realitzar còpies reduïdes a preus assequibles, el format A1 seguia sent molt pràctic (posat que les còpies reduïdes al 50 % adquireixen la grandària A3, fàcilment enquadernada en toms sense necessitat de ser plegat per la seva grandària manejable), però amb la introducció sistemàtica d'impressores, plòtters i fotocopiadores digitals, el format A1 ha estat pràcticament substituït pel format A3, pel qual es dissenyen en ordinador directament bona part dels plànols d'enginyeria.
No obstant això, especialment en arquitectura, segueixen tenint una presència considerable grans formats allargats (denominats col·loquialment "tires" o "llençols"), que faciliten la possibilitat de condensar en el mateix pla punt els detalls com la configuració general del disseny d'una obra d'edificació.

### Paper d'esborrany
Paper setinat translúcid, similar al de traçat, però més prim, i per tant, més econòmic. Adequat per treballar amb llapis i retoladors, però no amb les plomes tècniques, per la seva tendència a arrugar-se amb les tintes a l'aigua.

### Paper d'esborrany gruixut
Fabricat en espessors diferents, la superfície pot ser lleugerament setinada. Aquest paper també s'arruga quan es mulla, per la qual cosa no poden utilitzar-se negres de base aquosa. Adequat per a llapis i retoladors, i amb limitacions per a les plomes tècniques. Les línies de llapis es poden eliminar amb goma d'esborrar, però la tinta és difícil de llevar sense danyar el paper.

### Tela
Antigament s'utilitzaven llenços de lli per fer dibuixos tècnics. És un suport durador i adequat per a la seva manipulació, però era impossible utilitzar-ho en els sistemes clàssics de còpia de contacte, i la seva deformació era problemàtica .

### Paper de traçat

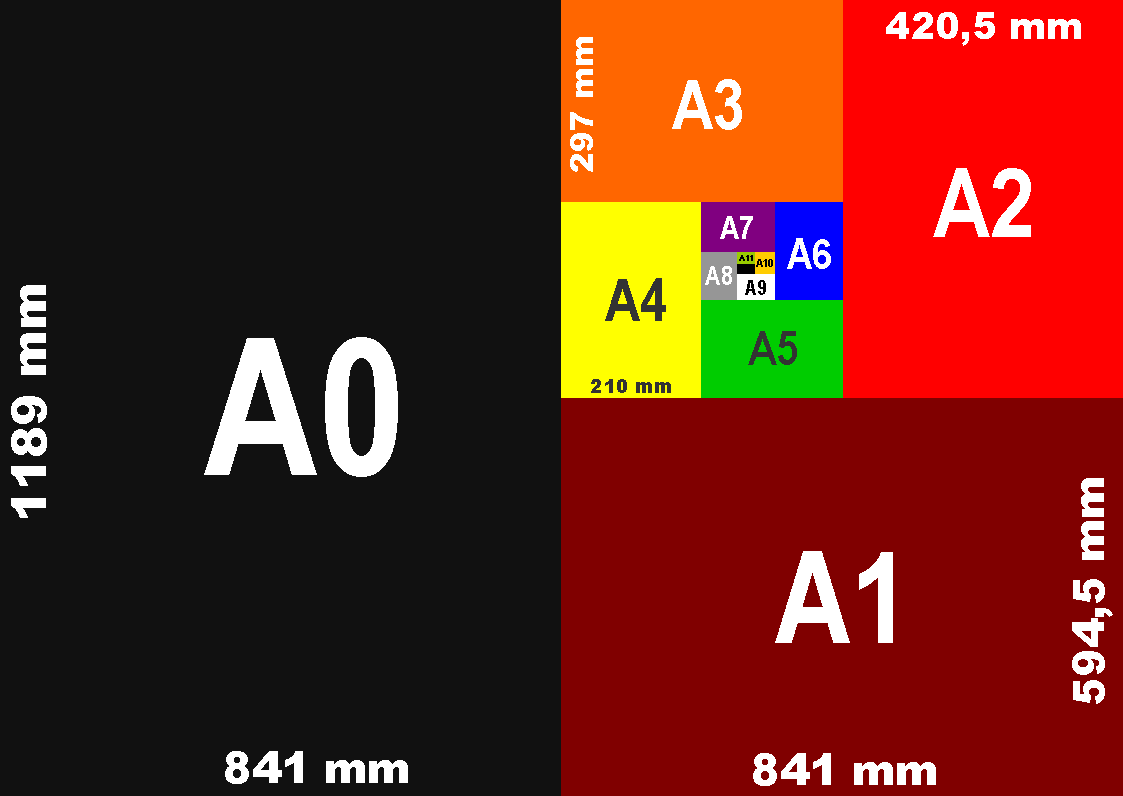
Grandàries de paper normalitzats. A0 = 1m²

Habitualment, per als originals s'utilitzava un paper translúcid de diverses trames (denominat "paper vegetal"), que en estar lleugerament setinat, permetia corregir petits errors raspant la tinta amb una fulla. Un altre motiu per utilitzar aquest paper translúcid era el primitiu sistema per obtenir còpies de contacte, la diazotipia: per poder utilitzar-la, era imprescindible disposar d'un original translúcid, que superposat a un paper de còpia fotosensible, era exposat a una llum ultraviolada, quedant les zones tapades per la tinta d'un característic color negre-blavós una vegada revelada la còpia amb amoníac.

### Suport plàstic indeformable
Consisteix en làmines d'un material plàstic translúcid, normalment de color gris o caqui clars. Els tipus més comuns es comercialitzaven en els grossors 0.05, 0.07 i 0.10 mm. Aquestes làmines també servien d'originals per a la seva fotocòpia. Els materials generalment més utilitzats eren el polièster i en ocasions el PVC o el policarbonat (conegut usualment com Mylar pel nom d'una de les marques més difoses).

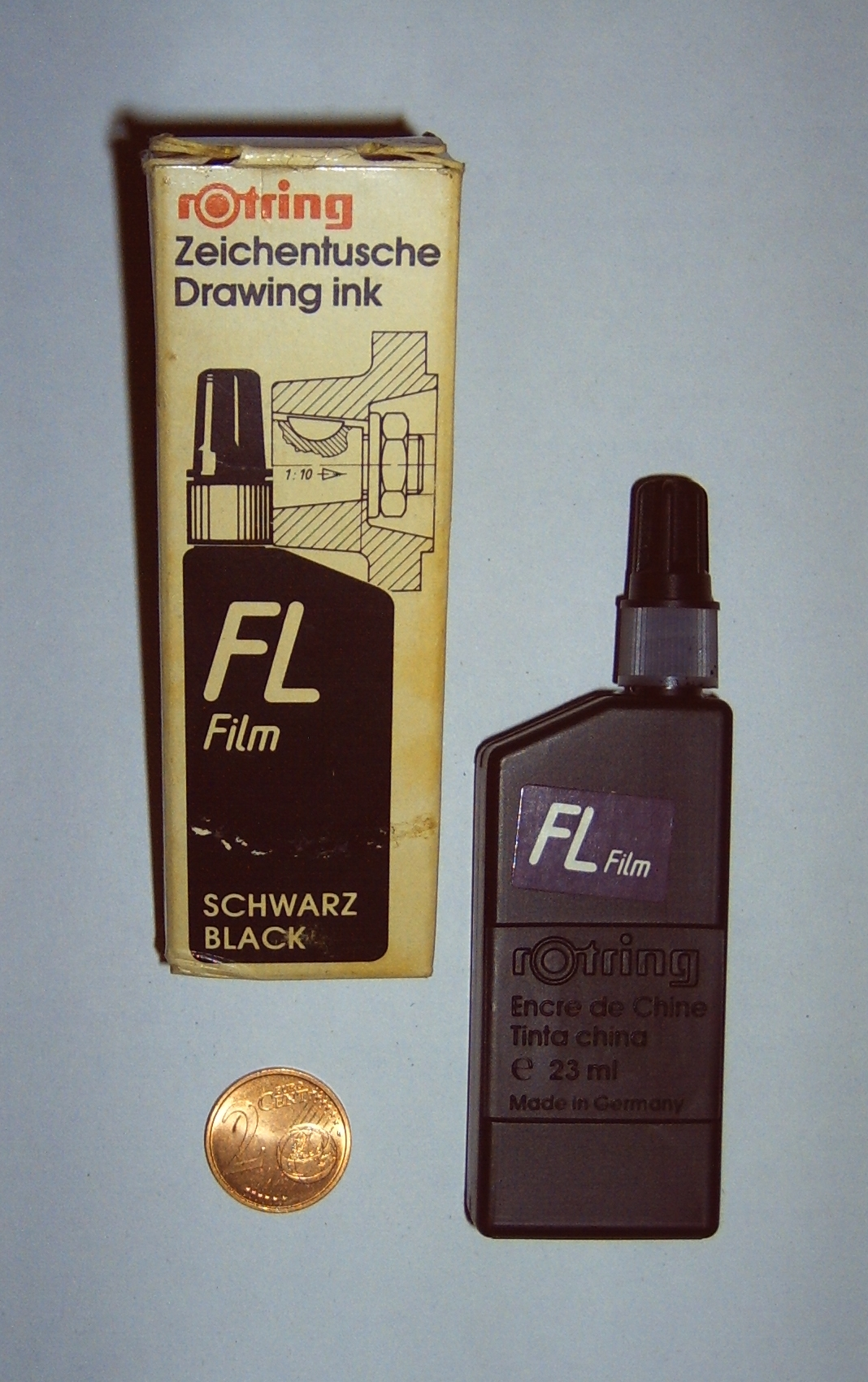
Ampolla de tinta per recarregar plomes tècniques

Els avantatges concrets del plàstic sobre el paper translúcid són la seva major resistència mecànica i la seva alta estabilitat dimensional (al contrari que el paper, el plàstic és immune a l'efecte de la humitat de l'aire). A més, la seva superfície és completament plana, mentre la superfície de paper pot tendir a blegar-se. El plàstic també pot usar-se amb llapis i amb plomes tècniques. Així i tot, la superfície tendeix a desgastar les puntes de les plomes, que han de ser especials, fabricant-se en aliatges de metall més dures. La tinta normal s'adhereix però no és absorbida pel plàstic, per la qual cosa les línies poden ser esborrades fàcilment amb una goma. Si el fotocopiat produeix marques en el plàstic, poden eliminar-se raspant suaument.

### Tintes
Les tintes utilitzades es poden dividir en dos grups: tinta xinesa i tintes polimèriques. La tinta xinesa s'usa sobre paper i sobre plàstics; la més comuna sol ser una mescla col·loidal d'aigua i negre de carbó.

### Transferibles

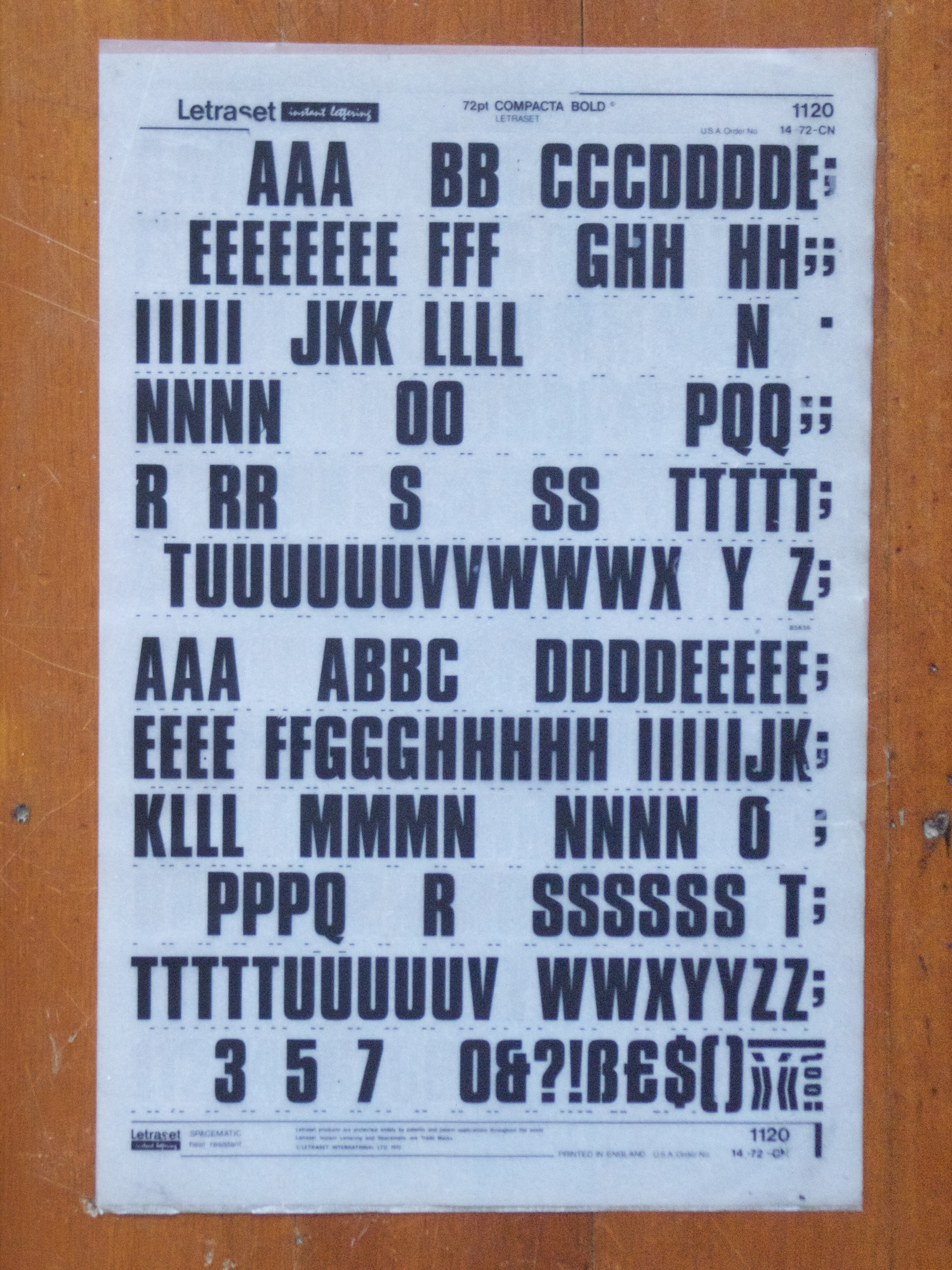
Làmina de lletres transferibles de Letraset.

Els transferibles (calcomanies seques) poden accelerar la producció d'elements de dibuix repetitius, com les trames d'ombrejant i determinats símbols. Presentats en làmines de plàstic transparent, bastava col·locar el motiu en la posició desitjada sobre el plànol i repassar-ho amb un punter, quedant la pel·lícula del motiu adherida al paper. Eren freqüentment utilitzats per exemple en la producció de dibuixos esquemàtics, en els mapes, i en els patrons dels circuits impresos. Marques com Letraset van desenvolupar amplis catàlegs de lletres i trames transferibles, utilitzats especialment quan es necessitava incloure en un document tipografies grans o especials.

## Reprografia
La construcció d'un projecte normalment exigeix nombroses còpies dels plànols originals. Les reproduccions han de ser exactes quant a mesura i forma, però per a molts propòsits no necessiten ser permanents. El procés de cianocòpia en negatiu blau va ser el primer utilitzat per a la reproducció mecànica de dibuixos. En les oficines tècniques se solien utilitzar les còpies de contacte per diazotipia. On el volum de plànols a reproduir justificava el cost de la màquina, s'instal·laven fotocopiadores per xerografia de gran format, capaços de reproduir dibuixos a un cost més baix que el resultant de tornar a imprimir-los. Aquest tipus de màquines copiadores ja no necessiten que l'original sigui translúcid.